# Västra ökenspråket
Västra ökenspråket kallas ett australiskt aboriginskt språk som talas i Western Australia, South Australia och Northern Territory. Det är ett Watispråk i sydvästra grenen av den pama-nyunganska språkgruppen.